# Yonnet de Metz
Yonnet de Metz est une chanson de geste du XIIIe siècle, qui fait partie du Cycle des Lorrains.Il s'agit d'une des trois continuations concurrentes au cycle originel Garin-Girbert. Perdue dans sa version versifiée, l'histoire est conservée par la prose de Philippe de Vigneulles. La chanson raconte la vendetta qui suit l'assassinat de Girbert par son neveu Louis, fils de Ludie, du clan des Bordelais et du Lorrain Hernaut. Le texte se conclut par la disparition de la plupart des protagonistes et le retrait de Gérin dans un ermitage.
Yonnet de Metz, par son respect des éléments propres à la Geste originelle, et bien que perdue dans sa version ancienne, doit être considérée comme la seule véritable continuation du cycle Garin-Girbert.

## résumé
Ludie, dernière représentante du clan des Bordelais, apprend la mort de son frère Fromondin (voir la fin de Girbert de Metz). Elle promet de le venger, et pour cela charge son fils Lowis de tuer Girbert, ce que l'enfant refuse tout d'abord. Il faudra qu'une dispute éclate entre Lowis et Yonnet pour que le premier décide d'assassiner Girbert. La guerre reprend alors entre les deux lignées, et Yonnet est aidé par un séisme à Cologne dans son projet de vengeance. Après bien des tractations, des tentatives de réconciliation, une importante bataille se tient devant Lens. La plupart des grands barons des deux camps meurent dans la bataille et Yonnet finit par accepter la paix que lui propose Gerin et Lowis. Mais, plus tard, lors d'une bousculade à Cologne, Yonnet est tué par des hommes de Lowis. Gerin décide de tuer son propre fils avant de retourner dans un ermitage. C'est la fin des lignées des Bordelais et des Lorrains.

### édition
- Yonnet de Metz, mise en prose de Philippe de Vigneulles et version remaniée en vers du manuscrit N, par Jean-Charles Herbin, Paris, SATF, 2011.

### présentation
- François Suard, Guide de la Chanson de Geste, Paris, Honoré Champion, 2011, p. 212-217.
- Jean-Charles Herbin, « Variations, vie et mort des Loherains. Réflexions sur la gestation et les paradoxes d'un grand cycle épique », Cahiers de recherches médiévales, 12, 2005, p. 147-174, disponible en ligne [archive].